# Стаффордширський університет
Стаффордширський університет (англ. Staffordshire University) — університет у графстві Стаффордшир, Англія, звідки і походить його назва. Включає два основних кампуси — в місті Сток-он-Трент і в адміністративному центрі графства Стаффорді. Університет також має кампуси у Лічфілді і Шрусбері. Є одним з найкращих англійських університетів із забезпечення освітніх умов для студентів (за результатами QAA Institutional Analysis 2005).

## Історія

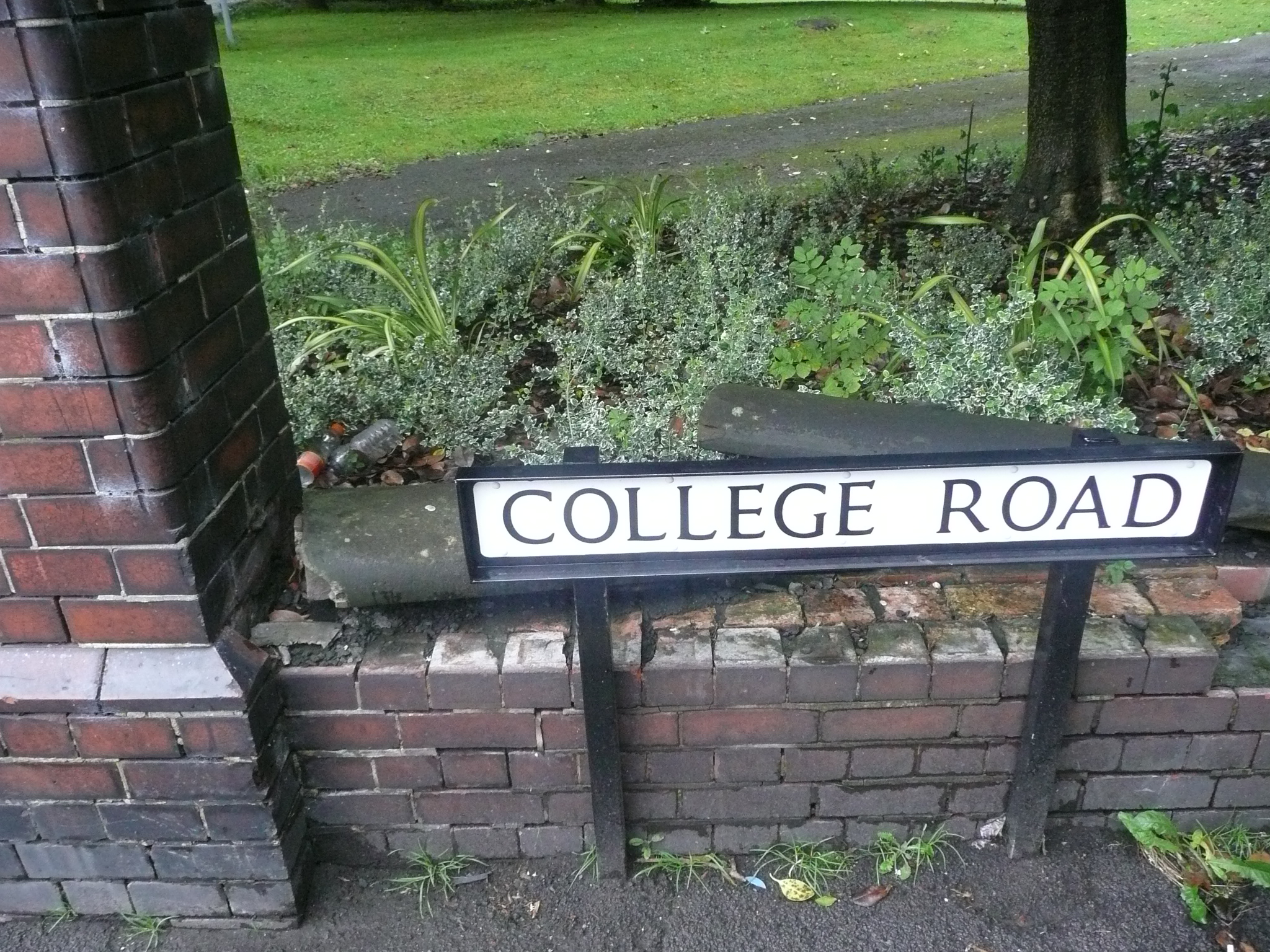
Вказівник на College Road у Сток-он-Трент

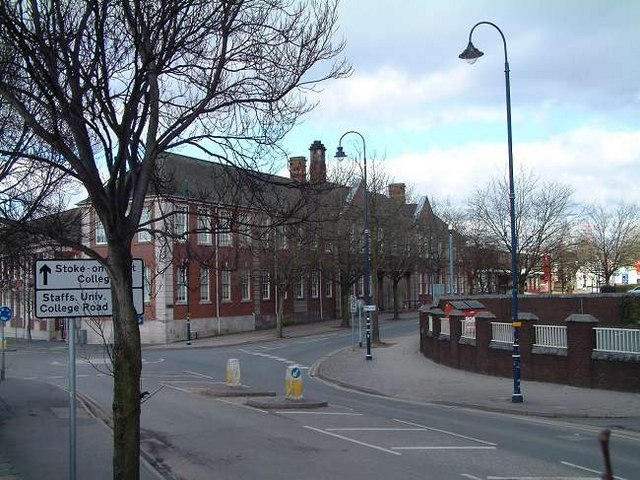
Будівля Кадман-Білдінг, у якій у 1914 році була відкрита Центральна школа природничих та технічних наук (вулиця College Road, Сток-он-Трент)

Промисловець Альфред Болтон у 1901 році придбав для побудови навчального закладу 2 акри землі в районі сучасної вулиці College Road у місті Сток-он-Трент, відомому своєю керамічною промисловістю, а в 1906 році там почались заняття з гірничої справи. У 1907 році з містечка Танстол (одного з шести міст, які утворили Сток-он-Трент) у ці тимчасові будівлі була переведена також школа кераміки. У 1914 році у будівлі, яка нині відома як Кадман-Білдінг, була офіційно відкрита Центральна школа природничих та технічних наук. Фриз над входом у цю будівлю зображує гончарів і шахтарів.
У 1915 році завдяки дослідженням доктора хімії Джозефа Вільяма Меллера в школі було створено відділення комерційного виробництва конусів Зегера, які використовуються для вимірювання і контролю температур при випалюванні глиняних виробів. Гранти від «Карнегі UK Траст» в 1924 році дозволили створити бібліотеку з кераміки, а в 1926 році школа отримала новий статус і назву Технічний коледж Північного Стаффордшира.
У 1931 році на грант від Фонду добробуту гірників були побудовані нові корпуси вздовж вулиці Station Road, де був розміщений факультет гірничої справи. Фонди бібліотеки збільшились до 35 тисяч томів. У 1934 році коледж включав чотири факультети: технічний (близько 800 студентів), керамічний (понад 600), гірничий (понад 500) і хімічний (понад 300 студентів).
У 1939 році було придбано землю напроти Кадман-Білдінг для нових інженерних майстерень. У 1950 році вулиця Victoria Road змінила свою назву на College Road, а територія коледжу розширилась до понад 12 акрів. Також було збудовано будівлю відому під назвою Меллор Білдінг, а також експериментальний виробничий блок (нині Двайт Білдінг), які були передані коледжу в 1960 році.
У 1971 році на базі Технічного коледжу Північного Стаффордшира, а також Коледжу мистецтв Сток-он-Трента і Технічного коледжу Стаффорда був створений Політехнічний інститут Північного Стаффордшира. До Інституту згодом (1977) був приєднаний центр підготовки викладачів у містечку  Мейдлі (графство Стаффордшир).
Політехнічний інститут міг розвиватись, використовуючи традиційні переваги спеціалізованих інститутів, наприклад у сфері кераміки (Сток-он-Трент), обчислювальної техніки (Стаффорд) або спортивної освіти (Мейдлі). Водночас через скорочення добування вугілля в Англії у 1980 році гірничий факультет було закрито. Натомість було розпочато викладання нових курсів, зокрема, у 1970 році цей інститут був серед небагатьох закладів 3-го рівня у Великій Британії, який пропонував студентам вищу освіту в галузі міжнародних відносин.
У 1992 році британська урядова рада Research Assessment Exercise дала найвищу оцінку факультету міжнародних відносин. У 1988 році інститут змінив назву на «Стаффордширська політехніка». У 1992 році цей навчальний заклад серед низки інших отримав статус університету і назву Стаффордширський університет (див. Нові університети).
Університет інвестував кошти в розвиток сучасного пресцентру в розмірі понад 1 000 000 £. Для бібліотек закуплено понад 300 000 книг. Придбано понад 2600 комп'ютерів, організовано цілодобову службу підтримки. Також студенти мають можливість працювати під час навчання завдяки Службі зайнятості Work Bank.

## Кампуси
Університет включає два головних кампуси (Сток-он-Трент, Стаффорд) і чотири невеликих, які мають широкі зв'язки з британськими, європейськими і транснаціональними академічними інститутами. Головні кампуси і кампус у Лічфілді розвивають так звані бізнес-селища (business villages), які включають повністю мебльовані офіси з повним доступом до мережі Інтернет.

### Сток-он-Трент

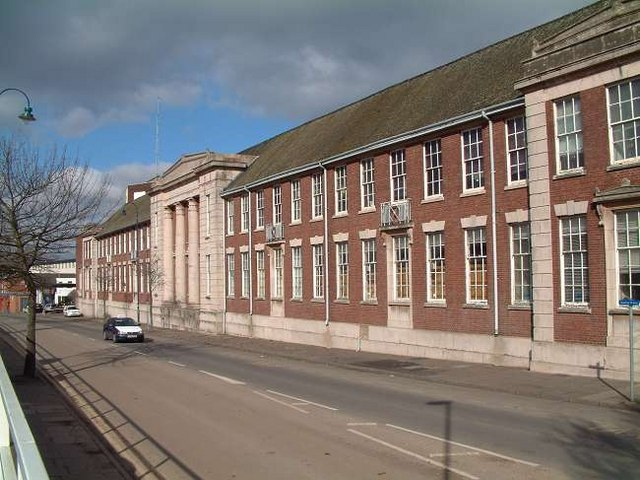
Фасад на Station Road

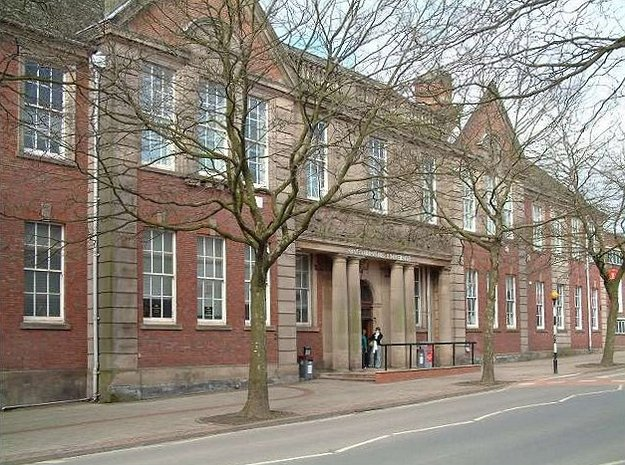
Фасад на College Road

Розташований у районі Шелтон міста Сток-он-Трент головний кампус пропонує навчання за спеціальностями з права, бізнесу, мистецтв, дизайну, журналістики і медіавиробництва. Кампус ділиться на дві площадки: одна розташована на вулиці College Road, інша — на вулиці Leek Road.
У 2012 році при університеті відкрився новий науково-технологічний центр в районі масштабної реконструкції прилеглої до залізничного вокзалу території. На більшості території кампусу компанією AirNet підтримується вільний бездротовий доступ до університетської мережі.
На території кампусу з тієї сторони будівлі Flaxman building, яка виходить на вулицю College Road, розташовано публічний кінотеатр на 180 глядачів, який демонструє фільми на регулярній основі, а також використовується як великий лекційний зал.
У будівлі факультету мистецтв, медіа і дизайну у 2006 році одним з колишніх керівників BBC було відкрито телевізійну студію з сучасним обладнанням на 1 млн £.
Для проживання студентів різних вишів міста Сток-он-Трент створено сучасне студентське містечко Liberty Court (Stoke on Trent, Staffordshire ST1 4NE), яке знаходиться поряд з парком відпочинку Хенлі в екологічно чистій північно-західній частині міста. У містечку створено всі умови для безпечного проживання, навчання і відпочинку.

### Стаффорд

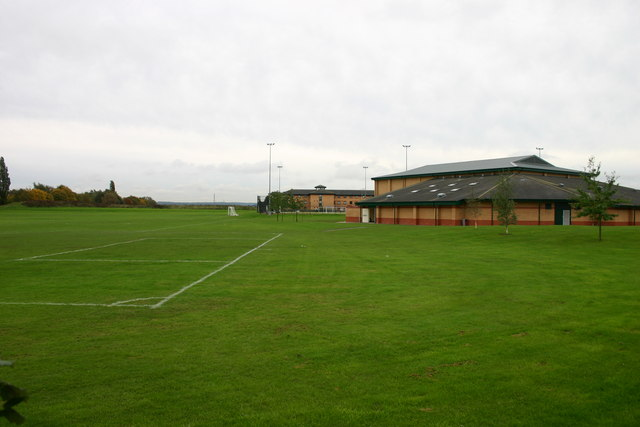
Спортивний центр (кампус у Стаффорді)

Кампус Beaconside у місті Стаффорд пропонує навчання з інженерно-технічних та комп'ютерних наук, деякі бізнес-курси, сестринську справу, акушерську справу. Кампус складається з восьмигранної будівлі, у якій знаходиться Центр комп'ютерних технологій, Інженерний корпус, Технологічний центр ім. проф. Тома Ракстона.
У Beacon Building викладають такі предмети як дизайн комп'ютерних ігор, технології музики, виробництва фільмів, дизайну, цифрового кіно, 3D-анімації, автомобільної, авіаційної та спортивної техніки.
Там 31 березня 2006 року королевою Єлізаветою II відкрито нову телестудію в рамках зобов'язань університету з медіатехнологій, зокрема технологій виробництва фільмів та пов'язаних із ними курсів.
Курс з сестринської справи викладаються неподалік від Beaconside у будинку, що знаходиться на провулку Blackheath Lane після того, як до університету в 1995 році приєднали Шропширський і стаффордширський коледж медичних сестер і акушерок, який також має відділення у містечках Шрусбері, Телфорд й Освестрі.

### Лічфілд

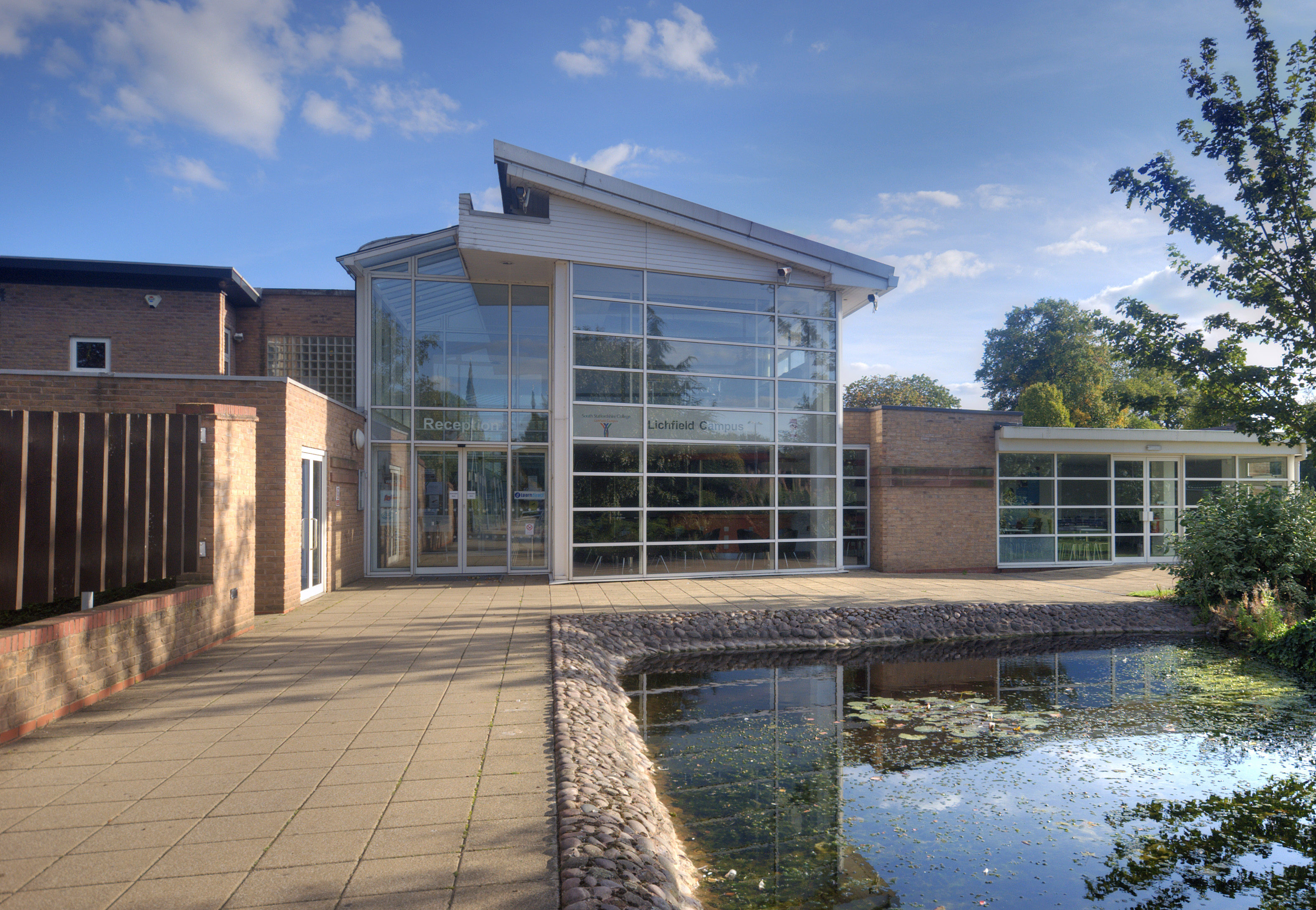
Головний вхід до університетського корпусу (кампус у Лічфілді)

У 1998 році в партнерстві з коледжом Тамворта і Лічфілда університет відкрив новий кампус біля залізничного вокзалу міста Лічфілд.

### Шрусбері, Телфорд і Освестрі
Хоча ці три містечка належать до сусіднього графства Шропшир, Стаффордширський університет має там відділення з підготовки медсестер і акушерок.

### Міжнародні зв'язки
В університеті навчається близько 2000 студентів зі 100 країн світу. Крім того, університет має спільні програми (The Dual Degree Programme) з багатьма університетами інших країн (Китай, Малайзія, Сінгапур, Гонконг, Індія, Шрі-Ланка, Греція, Іспанія, Нігерія, Франція, Північна Македонія), за якими навчаються понад 5000 студентів.

## Академічний профіль
Університет має високий рейтинг за напрямками природничих наук. У 2012 році за науковим напрямком «Психологія» університет входив до десятки найкращих у країні, а за спеціалізацією «Молекулярна біохімія і організменні біонауки» був оцінений на «відмінно» Агентством забезпечення якості вищої освіти. Факультет природничих наук, факультет криміналістики і судово-медичних експертиз мають високий рейтинг при традиційних національних опитуваннях студентів, високо оцінюються щодо рівня працевлаштування студентів після закінчення навчання.
Школа комп'ютерних наук спочатку знаходилась у Стаффорді в корпусі лабораторії Nelson Research Laboratory, яка належала раніше General Electric. Ця школа однією з перших у Великій Британії запропонувала бакалаврську програму з комп'ютерних наук, а її першим великим комп'ютером був секонд-хенд відомого англійського комп'ютера DEUCE, який продавався у 1955—1964 роках. Згодом Школа переїхала в спеціально побудований новий будинок на території кампусу Beaconside (Стаффорд) і в реконструйовані будинки Бріндлі Білдінг в Сток-он-Тренті. Як і раніше Школа забезпечує високоякісну освіту у галузі комп'ютерних наук. В університеті діє також Cisco Networking Academy.
Університет був першим навчальним закладом, який запропонував єдину освітню програму в галузі кіно, телебачення і радіо в 1990 році. У 2005 році був відкритий новий Медіа-Центр, який включав радіостудії, телевізійну студію новин, і необхідні зручності для мовлення журналістів. Курси журналістики друкованих засобів, мовлення і спортивної журналістики акредитовані Національною радою підготовки журналістів і Радою підготовки журналістів мовлення.
Освітні ступені з судової медицини (судова медицина, судова медицина і криміналістика, судова медицина і психологія) акредитовані Товариством з судової медицини (FSC) у 2007 році. При цьому Стаффордширський університет є одним з чотирьох університетів, чиї бакалаврські програми з цього напрямку визнані за їх високий академічний рівень і є єдиним університетом, який здобув такого визнання за відповідні магістерські програми.
Судова тематика представлена також освітнім ступенем спеціаліста з судової біології (Forensic Biology), а також бакалаврськими й магістерськими програмами підготовки фахівців у новій галузі криміналістичної інформатики (Forensic Computing), які представлені в кампусі Стаффорда.